# Gloeien (metallurgie)

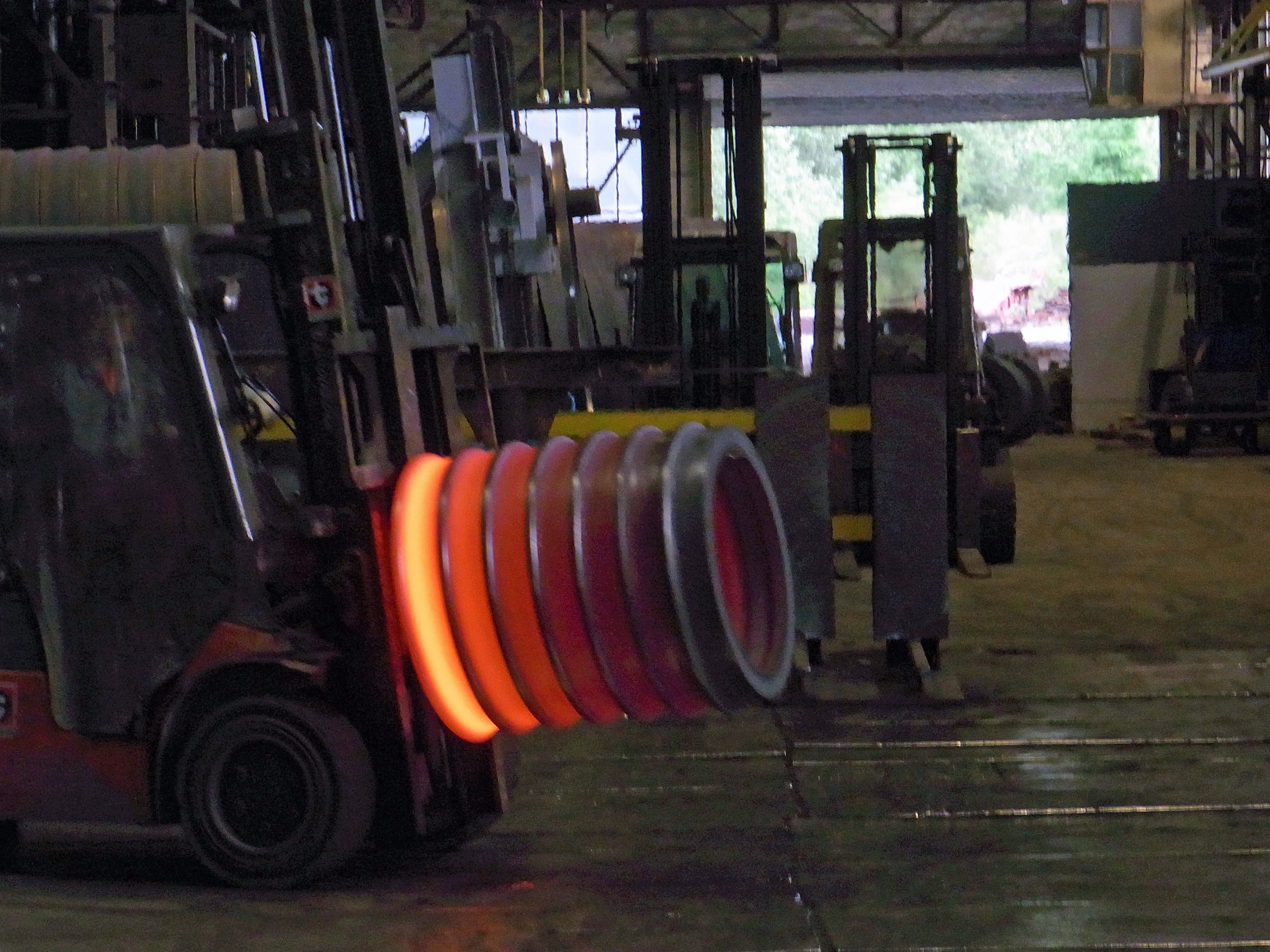
Gloeiend staal.

Rekristallisatie en korrelgroei tijdens het gloeiproces in metalen.

Gloeien of 'ontlaten' (Engels: annealing) is een warmtebehandelingsproces dat in de metallurgie gebruikt wordt om spanningen of onregelmatigheden uit een ruw stuk metaal te verwijderen. 
In dit proces wordt door middel van rekristallisatie en korrelgroei de concentratie en grootte van de korrels aangepast om de materiaaleigenschappen van het metaal te verbeteren. Door de microstructuur van materialen zodanig te veranderen wordt de taaiheid en ductiliteit verhoogd en de hardheid en inwendige spanningen verlaagd.
Door een smid wordt mede daarom tijdens het smeden het ijzer herhaaldelijk in het vuur gehouden, waarna hij het opnieuw kan gaan smeden.

## Gloeiprocedé
Het metaal wordt in een hete oven gelegd, waarbij het gloeiend heet wordt verhit. Door de hoge temperatuur verzachten de verbindingen tussen de metaalatomen, waardoor het metaal minder bros wordt en het dus beter bewerkt kan worden. De microstructuur van het metaal ondergaat tijdens het gloei-proces de volgende stappen:
- Herstelfase
- Rekristallisatie
- Korrelgroei

De processtappen van gloeien: a) vervormd materiaal, b) herstelfase en start rekristallisatie, c) rekristallisatie, d) korrelgroei

Het gloeien wordt vaak toegepast als nabehandeling wanneer interne spanningen of een ongewenste microstructuur is ontstaan in het metaal tijdens het produceren van de gewenste vorm. Het gloeien wordt bijvoorbeeld doorgaans uitgevoerd als onderdeel van het hardingsproces, nadat een metaal is afgeschrikt. De gebruikte gloeitemperatuur moet voldoende hoog zijn, en ligt boven een zekere ondergrens. Voor staal is dit de A1-temperatuur in het ijzer-koolstofdiagram. De warmtebehandeling waarbij de temperatuur onder deze grens ligt, wordt temperen genoemd.

## Methoden
Verschillende methoden van het gloeien omvatten onder andere:
- Homogeengloeien
- Waterstofarm gloeien